# Liste der Monuments historiques in Tressange
Die Liste der Monuments historiques in Tressange führt die Monuments historiques in der französischen Gemeinde Tressange auf.

## Liste der Objekte
| Bezeichnung               | Beschreibung                   | Standort                               | Kennzeichnung | Schutzstatus | Datum | Bild |
| ------------------------- | ------------------------------ | -------------------------------------- | ------------- | ------------ | ----- | ---- |
| Skulptur Madonna mit Kind | Stein, farbig gefasst, um 1475 | Bure, in der Kapelle Notre-Dame (Lage) | PM57000830    | Inscrit      | 2010  |      |